# Sacre de Napoléon Ier
Cet article concerne le couronnement de Napoléon. Pour le tableau de David, voir Le Sacre de Napoléon.

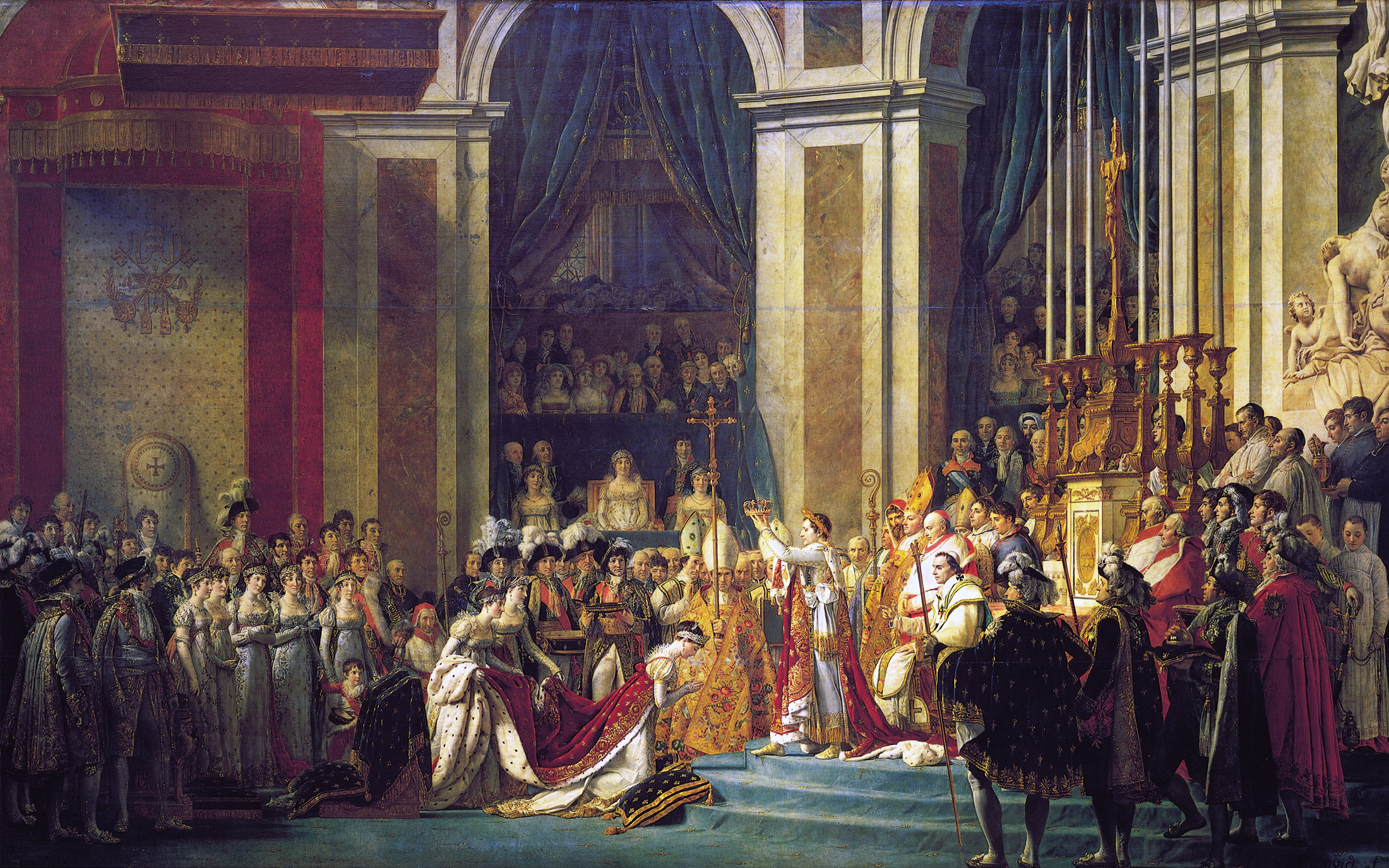
Le Sacre de Napoléon par Jacques-Louis David (1808, musée du Louvre).

Le sacre de Napoléon Ier est la cérémonie d’intronisation et de couronnement qui suit la proclamation de Napoléon Bonaparte comme empereur des Français sous le titre de Napoléon Ier du 18 mai 1804. La cérémonie religieuse du sacre, officiée par le pape Pie VII, suivie de celle du couronnement, a lieu, le dimanche 2 décembre 1804, à Notre-Dame de Paris. Elle dure près de cinq heures et le peintre Jacques-Louis David en fait deux tableaux : Le Sacre de Napoléon et La Distribution des aigles.

## Contexte

### La proclamation du sénatus-consulte
Le 18 mai 1804, le consul à vie Napoléon Bonaparte reçoit la délégation du Sénat lui présentant le sénatus-consulte promulgué le 4 mai, qui le proclame empereur des Français sous le nom de Napoléon Ier.

### Plébiscite
À la suite de la proclamation, il est demandé au peuple[C'est-à-dire ?] sous la forme d’un plébiscite, d’accepter l’« hérédité de la dignité impériale ». Les résultats de ce plébiscite sont de 3 572 329 oui contre 2 569 non, soit plus de 99,9 % d’approbation.

### Arrivée du pape
Napoléon refusant que le pape Pie VII bénéficie d'une entrée solennelle à Paris, une rencontre fortuite est organisée entre les deux hommes en forêt de Fontainebleau le 25 novembre 1804. Accueilli au château de Fontainebleau avec les honneurs militaires dus aux chefs d'État, le pape y reste pendant quatre jours. Pendant ces quelques jours, il reçoit de nombreux hommages et notamment celui de Joséphine de Beauharnais qui lui confesse que son mariage avec Napoléon en 1796 n'avait été qu'un mariage civil, une union nulle au regard du droit canonique. Devant cet état de fait, Pie VII se montre intransigeant et annonce qu'il n'assistera pas au couronnement à moins que le couple ne produise un certificat de mariage catholique. Le cardinal Joseph Fesch, oncle de Napoléon, règle l'affaire. Il prononce le mariage au palais des Tuileries dans la nuit du 1er décembre en présence du curé de Saint-Germain-l'Auxerrois, de Talleyrand et du maréchal Berthier.
C'est le 28 novembre que Pie VII arrive à Paris et se voit installer dans le pavillon de Flore des Tuileries. Bien que le nouvel empereur souhaite réduire le rang du pape à celui d'un simple chef d'État temporel, il doit reconnaître, à sa surprise, l'importante ferveur soulevée par sa présence à Paris, comme en témoigne Hortense de Beauharnais : « Le pape fut partout recherché, respecté, et il dut se convaincre que la Révolution française n'avait pas dû détruire une religion que la liberté de conscience établie rendait encore plus sacrée. » Le 30 novembre, les membres des différentes institutions lui rendent visite, tandis que les derniers détails de la cérémonie sont discutés avec Cambacérès et Portalis par ses représentants.

## La cérémonie

### Préparatifs
Lors des préparatifs de la cérémonie, Napoléon aurait dit à son frère Joseph : « Si notre père nous voyait. »

### Cérémonie

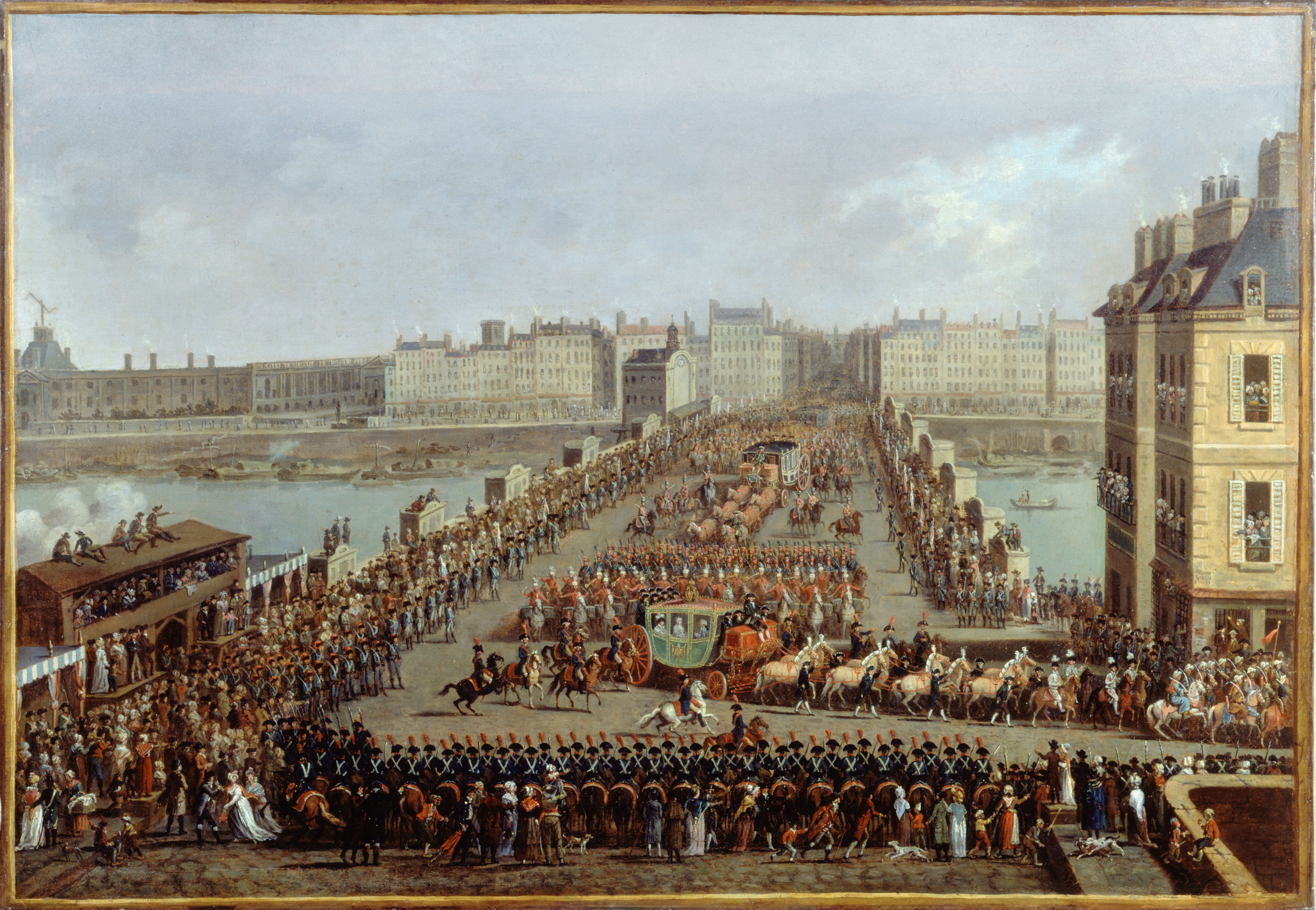
Le cortège impérial se rendant à Notre-Dame pour la cérémonie du sacre, le 2 décembre 1804 par Jacques Bertaux en 1805, musée Carnavalet.

Le matin du 2 décembre, à neuf heures, le cortège du pape quitte le palais des Tuileries, encadré par quatre escadrons de dragons commandés par le grand écuyer Armand de Caulaincourt. Après avoir revêtu les ornements pontificaux à l'archevêché, Pie VII fait son entrée dans la cathédrale Notre-Dame vers 10 h 30. Dans le même temps, le cortège impérial commandé par le maréchal Joachim Murat se met en route à son tour. Comprenant 25 voitures dont celle qui transporte le couple impérial de même que les princes Joseph et Louis Bonaparte, il est accompagné de nombreux escadrons représentant les différents régiments d'artillerie ou de cavalerie. Après un détour à l'archevêché pour revêtir son manteau et les insignes de la Légion d'honneur, Napoléon fait lui aussi son entrée dans la cathédrale.

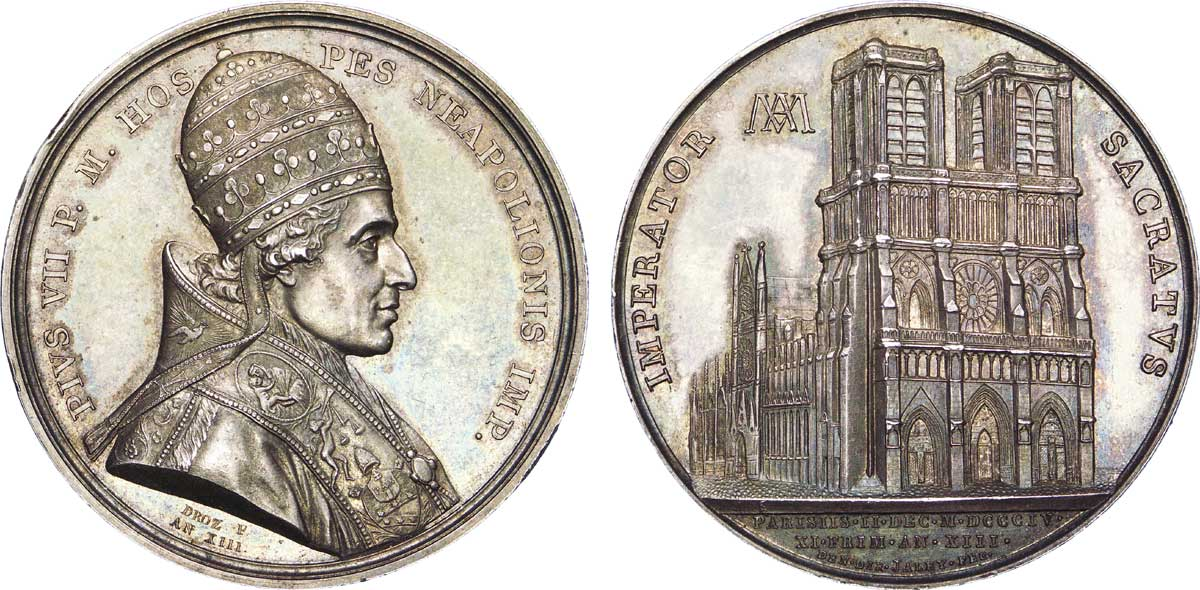
Médaille de l'an 13 (1804-1805) célébrant le sacre de Napoléon Ier par Pie VII. Avers : Buste de Pie VII à droite, coiffé de la tiare et vêtu de la chasuble à ses armes. Revers : vue de Notre-Dame de Paris.

La cérémonie, longue de près de cinq heures, et qui voit le sacre de Napoléon Ier et de Joséphine de Beauharnais, se termine ainsi : après avoir été sacrés, l'empereur et l'impératrice montent sur l'estrade. Le pape les bénit en prononçant ces mots : « Sur ce trône de l'Empire que vous affermisse et que, dans son royaume éternel, vous fasse régner avec lui, Jésus-Christ, Roi des Rois, Seigneur des Seigneurs, qui vit et règne avec Dieu le père et le Saint-Esprit dans les siècles des siècles. » Puis Pie VII donne l'accolade à l'empereur et dit : « Vivat Imperator in aeternum », ce à quoi répond l'assistance par des « Vive l'Empereur » et « Vive l'Impératrice ». C'est alors que Napoléon prononce son serment civil mentionné dans les témoignages. Enfin, le héraut d'armes, Michel Duverdier, proclame majestueusement : « Le très glorieux et très auguste Napoléon, empereur des Français, est sacré et intronisé ! »

### Musique
- Jean-François Le Sueur, Marche du Sacre
- Giovanni Paisiello, Messe
- Jean-François Le Sueur, Unxerunt Salomonen (motet)
- Nicolas Roze, Vivat in æternum (motet)
- Jean-François Le Sueur, Tu es Petrus (motet)
- Giovanni Paisiello, Te Deum

### Festivités
Quand Napoléon sort de Notre-Dame, une salve de cent-un coups de canons retentit et le mois de décembre n'est que fêtes et réjouissances dans la capitale[C'est-à-dire ?].

## Les témoignages
Voici ce que raconte Madame de Rémusat (extraits de Mémoires de Madame de Rémusat, tome 2, 1881), amie de Joséphine de Beauharnais :

« II y eut d'abord de grandes discussions sur le couronnement particulier de l'empereur. La première idée était que le pape placerait cette couronne de ses propres mains ; mais Bonaparte se refusait à l'idée de la tenir de qui que ce fût. On détermina enfin que l'empereur se couronnerait lui-même et que le pape donnerait seulement sa bénédiction. [...] Arrivé à Notre-Dame, l'empereur demeura quelque temps à l'archevêché pour y revêtir ses grands habits qui paraissaient l'écraser un peu. Sa petite taille se fondait sous son énorme manteau d'hermine. Une simple couronne de laurier ceignait sa tête ; il ressemblait à une médaille antique. Mais il était d'une pâleur extrême, véritablement ému et son regard trouble. Après s'être couronné lui-même, Napoléon couronna Joséphine. Le moment où l'impératrice fut couronnée excita un mouvement général d'admiration. Elle marcha si bien vers l'autel, s'agenouilla d'une manière si élégante et si simple que cet acte satisfit tous les regards. [...] Le pape durant toute la cérémonie eut toujours un peu l'air d'une victime résignée, mais résignée noblement. »

« Le pape bénit l'un après l'autre, et en récitant des versets et des oraisons appropriés à chaque objet, les couronnes de l'empereur et de l'impératrice, l'épée, les manteaux, les anneaux, tandis que Leurs Majestés Impériales demeuraient toujours sur leur petit trône. Les bénédictions faites, Napoléon et Joséphine revinrent de nouveau au pied de l'autel. La tradition des ornements de l'empereur se fit dans l'ordre suivant : l'anneau, l'épée, le manteau, la main de justice, le sceptre, la couronne. Le pape fit successivement la prière sur chacun d'eux, et ici suspendit ses fonctions, car, la couronne étant placée sur l'autel, Napoléon la prit de ses mains et la posa lui-même sur sa tête ; cette couronne était un diadème de feuilles de chêne et de laurier en or ; des diamants formaient les glands et les fruits. Cela fait, l'empereur prit également sur l'autel la couronne destinée à l'impératrice, et la mit sur la tête de Joséphine à genoux devant lui. […] Puis l'empereur, assis, la couronne sur la tête, et la main sur les Saints Évangiles, prononça le serment. »

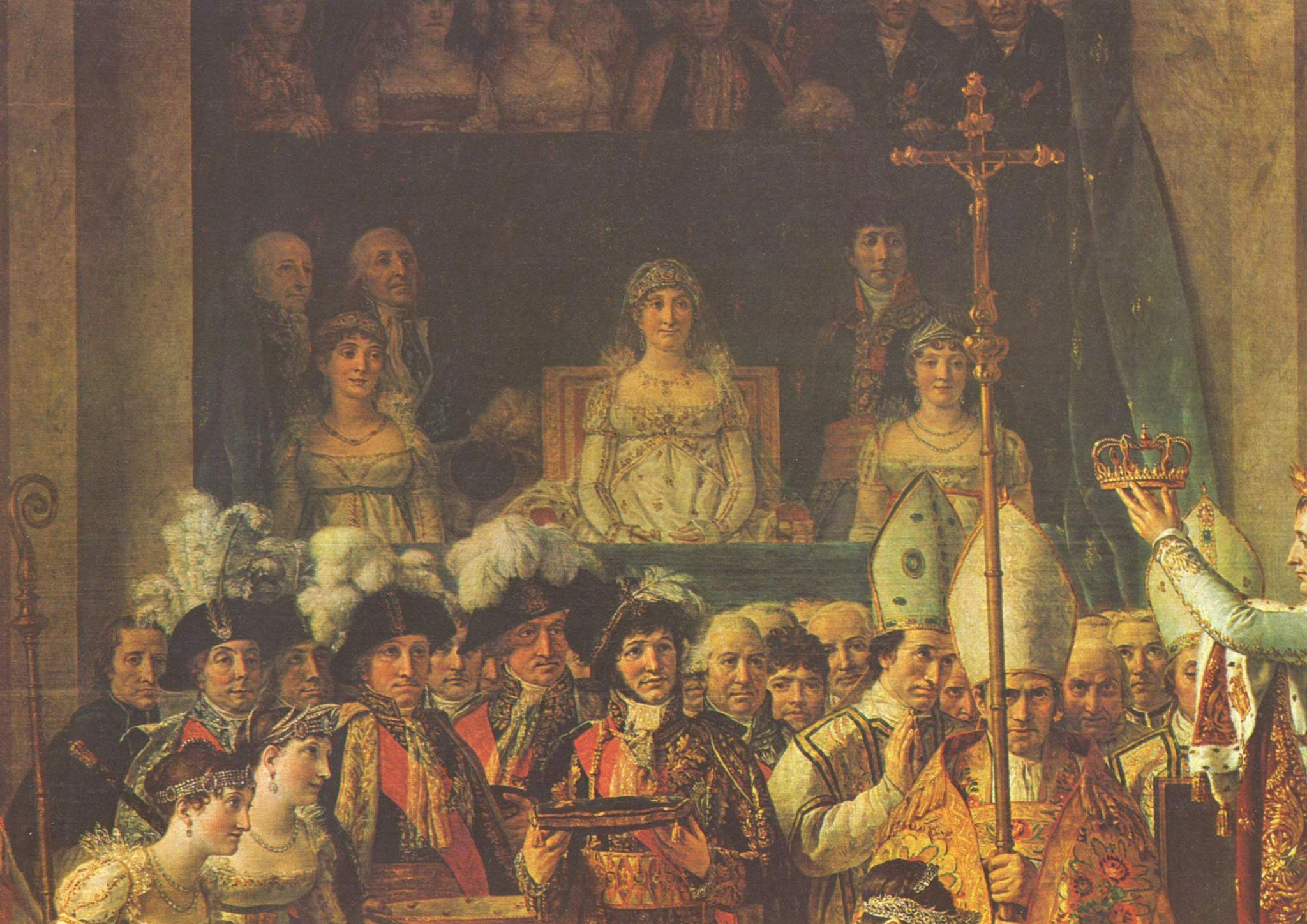
Letizia Bonaparte.

Napoléon et Joséphine.

Le serment en question est celui-ci :
« Je jure de maintenir l'intégrité du territoire de la République, de respecter les lois du Concordat et de la liberté des cultes ; de respecter et de faire respecter l'égalité des droits, la liberté politique et civile, l'irrévocabilité des ventes des biens nationaux ; de ne lever aucun impôt, de n'établir aucune taxe qu'en vertu de la loi ; de maintenir l'institution de la Légion d'honneur ; de gouverner dans la seule vue de l'intérêt, du bonheur et de la gloire du peuple français. »
Rutger Jan Schimmelpenninck ambassadeur de la République Batave écrit à son épouse Catharina :
« Le froid a terriblement fait souffrir les assistants, surtout les dames, qui ne peuvent échapper au mal, du fait de la légèreté de leur vêtement et de ce que le cérémonial ne leur permettait point de se couvrir d'un châle comme elles le font autrement. Il faisait si froid, surtout dans cette immense cathédrale, que même les hommes n'y tenaient plus. »
 Lettre toujours conservée chez les descendants de l'ambassadeur, citée dans le catalogue de l'exposition : Louis Napoléon, Premier Roi de Hollande, 1806-1810, Paris, Institut Néerlandais, 2007-2008, Que porter chez le Roi ? Le costume et l'étiquette à la cour de Hollande, par Trudie Costa de Carvalho p. 92

## Vestiges du sacre de Napoléon
Hormis la cathédrale Notre-Dame de Paris, qui servit de cadre à la cérémonie du sacre de Napoléon Ier, et les centaines de quinaires, petits jetons de traditions romaines, jetées à la foule, il ne reste que très peu de témoins de cet évènement.
De la couronne de laurier en or, il ne reste que deux feuilles connues, dont l'une est exposée au musée Napoléon du château de Fontainebleau
,. Jugeant la couronne trop lourde, Napoléon avait exigé que l’on retire six des feuilles en or qui l’ornaient et les avait offertes à son créateur Martin-Guillaume Biennais.
La couronne de Napoléon Ier, conservée au musée du Louvre.
Le bâton couronné et semé d'abeilles et le glaive à poignée d'or enrichie de diamants du sacre sont aujourd'hui détenus par le collectionneur du Premier Empire Pierre-Jean Chalençon, qui possède la plus grande collection privée consacrée à l’Empereur. Le bâton est celui avec lequel le capitaine Michel Duverdier, chef des hérauts d'armes, a proclamé : « Le très glorieux et très auguste Empereur Napoléon, Empereur des Français, est couronné et intronisé. Vive l’Empereur ! »
L'anneau du sacre fait également partie de la collection Chalençon. Cette bague présentant un rubis de 5,33 carats possède à son revers les armoiries de l'Empereur surmontées de la tiare papale du pape Pie VII.
Chalençon possède également les Grandes Armoiries de l’Empereur en bronze doré réalisées pour la décoration de Notre-Dame, ainsi qu'un tableau grandeur nature de Napoléon en costume de sacre.
La selle de parade dite « du sacre de Napoléon Ier » est aujourd'hui la propriété du Musée de l'Armée. Cette selle de parade fut probablement utilisée dans le cortège accompagnant le carrosse de l'Empereur le jour de la cérémonie.

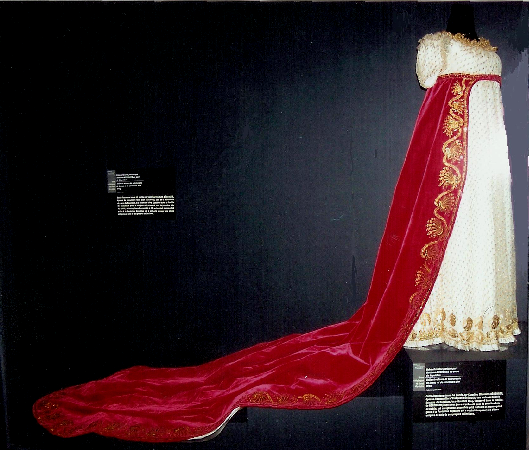
Robe de la comtesse Bérenger au sacre de Napoléon.

La robe et la traîne de cour de la comtesse Bérenger épouse du conseiller d'État Jean Bérenger, seraient les seuls vestiges conservés parmi les costumes d'apparat portés durant le Sacre. Elles ont été présentées pour l'exposition Les Trésors de la Fondation Napoléon. Dans l'intimité de la Cour impériale (2004). Depuis lors, elles sont régulièrement exposées dans divers musées en France comme à travers le monde.